# بیماری خونی
بیماری‌های خونی اختلالاتی هستند که عمدتاً خون و اندام‌های خون‌ساز را تحت تأثیر قرار می‌دهند. بیماری‌های خونی شامل مواردی چون اختلالات ژنتیکی نادر، کم‌خونی، ایدز، کم‌خونی داسی‌شکل و عوارض ناشی از شیمی‌درمانی یا تزریق خون است.

## میلوئیدها
- هموگلوبینوپاتی (ناهنجاری مادرزادی مولکول هموگلوبین یا مشکل در سرعت سنتز هموگلوبین)
  - کم‌خونی داسی‌شکل
  - تالاسمی
  - متهموگلوبینمی
- کم‌خونی (کمبود گلبول قرمز یا هموگلوبین)
  - کم‌خونی فقر آهن
  - کم‌خونی مگالوبلاستیک
    - کمبود ویتامین ب۱۲
      - کم‌خونی پرنیشیوز

    - کمبود فولات

  - کم‌خونی‌های همولیتیک (تخریب گلبول‌های قرمز)
    - اختلالات ژنتیکی غشای گلبول قرمز
      - اسپرهسیتوز ارثی
      - الیپتوسیتوز ارثی
      - کم‌خونی دیسریتروپوئیتیک مادرزادی

    - اختلالات ژنتیکی متابولیسم گلبول قرمز
      - کمبود گلوکز-۶-فسفات دهیدروژناز (G6PD)
      - کمبود پیرووات کیناز

    - کم‌خونی همولیتیک با واسطهٔ ایمنی (تست کومبس مستقیم مثبت است)
      - کم‌خونی همولیتیک خودایمنی
        - کم‌خونی همولیتیک خودایمنی آنتی‌بادی گَرم
          - ایدیوپاتیک
          - لوپوس منتشر سیستمیک (SLE)
          - سندرم ایوانز (آنتی‌بادی‌های ضد پلاکت و آنتی‌بادی‌های همولیتیک)

        - کم‌خونی همولیتیک خودایمنی سَرد
          - نشانگان آگلوتینین سرد
          - هموگلوبینوری سَرد حمله‌ای (نادر)
          - مونونوکلئوز عفونی

      - کم‌خونی همولیتیک آلئوایمن
        - بیماری همولیتیک نوزادان (HDN)
          - بیماری Rh (Rh D)
          - بیماری همولیتیک ABO در نوزادان
          - بیماری همولیتیک آنتی کِل در نوزادان
          - بیماری همولیتیک رزوس سی در نوزادان
          - بیماری همولیتیک رزوس ئی در نوزادان
          - سایر ناسازگاری‌های گروه خونی (RhC, Rhe, Kid, Duffy, MN, P و غیره)

      - کم‌خونی همولیتیک با واسطهٔ ایمنی ناشی از دارو
        - پنی‌سیلین (دوز بالا)
        - متیل‌دوپا

    - هموگلوبینوپاتی (که در آن هموگلوبین ناپایدار یا کریستالی است)
    - هموگلوبینوری حمله‌ای شبانه (اختلال نادر کلونال اکتسابی پروتئین‌های سطح گلبول قرمز)
    - آسیب فیزیکی مستقیم به گلبول‌های قرمز
      - کم‌خونی همولیتیک میکروآنژیوپاتیک
      - ثانویه به دریچه (های) قلب مصنوعی

  - کم‌خونی آپلاستیک
    - آنمی فانکونی
    - کم خونی دیاموند–بلک فان (آپلازی گلبول قرمز خالص ارثی)
    - آپلازی گلبول قرمز خالص اکتسابی
- کاهش تعداد سلول‌ها
  - سندرم میلودیسپلاستیک
  - میلوفیبروز
  - نوتروپنی (کاهش تعداد نوتروفیل‌ها)
  - آگرانولوسیتوز
  - ترومباستنی گلنزمن
  - ترومبوسیتوپنی (کاهش تعداد پلاکت‌ها)
    - پورپورای ترومبوسیتوپنیک ایدیوپاتیک (ITP)
    - پورپورای ترومبوتیک ترومبوسیتوپنیک (TTP)
    - ترومبوسیتوپنی ناشی از هپارین (HIT)
- اختلالات میلوپرولیفراتیو (افزایش تعداد سلول‌ها)
  - پلی‌سیتمی ورا (افزایش تعداد سلول‌ها به‌طور کلی)
  - اریتروسیتوز (افزایش تعداد گلبول‌های قرمز خون)
  - لکوسیتوز (افزایش تعداد گلبول‌های سفید خون)
  - ترومبوسیتوز (افزایش تعداد پلاکت‌ها)
  - نئوپلاسم بیش‌تکثیری مغز استخوان
  - بیماری میلوپرولیفراتیو گذرا
- اختلال انعقاد خون (اختلالات خونریزی و انعقاد)
  - ترومبوسیتوز
  - ترومبوز مکرر
  - انعقاد درون‌رگی منتشر
  - اختلالات پروتئین‌های انعقادی
    - هموفیلی
      - هموفیلی ای
      - هموفیلی بی (همچنین با عنوان بیماری کریسمس شناخته می‌شود)
      - هموفیلی سی

    - بیماری فون ویلبراند
    - انعقاد درون‌رگی منتشر
    - کمبود پروتئین S
    - نشانگان آنتی فسفولیپید

  - اختلالات پلاکتی
    - ترومبوسیتوپنی
    - ترومباستنی گلنزمن
    - سندرم ویسکوت-آلدریچ

## بدخیمی‌های خونی
- بدخیمی‌های خونی
  - لنفوم
    - لنفوم هاجکین
    - لنفوم غیرهاجکین که شامل پنج مورد زیر است:
      - لنفوم بورکیت
      - لنفوم سلول بزرگ آناپلاستیک
      - لنفوم ناحیه حاشیه‌ای طحال
      - لنفوم سلول تی کبدی
      - لنفوم سلول تی آنژیوایمونوبلاستیک (AILT)

  - میلوم
    - مولتیپل میلوما
    - ماکروگلوبولینمی والدنستروم
    - پلاسماسیتوما

  - لوسمی‌های افزایش‌دهندهٔ گلبول‌های سفید
    - لوسمی لنفوسیتی حاد (ALL)
    - لوسمی لنفوسیتی مزمن
    - لوسمی میلوژن حاد (AML)
    - لوسمی مگاکاریوبلاستیک حاد (AMKL) که یک زیرنوع از لوسمی میلوژن حاد است.
    - میلوفیبروز ایدیوپاتیک مزمن (MF)
    - لوسمی میلوژن مزمن (CML)
    - سرطان خون پرولنفوسیتیک لنفوسیت تی (T-PLL)
    - سرطان خون پرولنفوسیتیک لنفوسیت بی بی (B-PLL)
    - لوسمی نوتروفیل مزمن (CNL)
    - لوسمی سلول مویی (HCL)
    - لوسمی لنفوسیتی گرانولار بزرگ سلول تی (T-LGL)
    - لوسمی تهاجمی سلول کشنده طبیعی

## متفرقه
- بیش‌آهنی
- آسپلنیا
- بزرگ‌طحالی
  - بیماری گوشه
- گاموپاتی مونوکلونال با اهمیت نامشخص
- لنفوهیستوسیتوز هموفاگوسیتیک
- سندرم تمپی

## تغییرات خونی ثانویه به اختلالات غیر خونی
- کم‌خونی در اثر بیماری مزمن
- مونونوکلئوز عفونی
- ایدز
- مالاریا
- لیشمانیاز